# François IV. de La Rochefoucauld
François IV. de La Rochefoucauld (* wohl 1554; † 15. März 1591) war ein französischer Adliger und Militär.

## Leben
François IV. de La Rochefoucauld war der einzige Sohn von François III. de La Rochefoucauld und Silvia Pico di Mirandola. Mit dem Tod seines Vaters in der Bartholomäusnacht (1572) wurde er Comte de La Rochefoucauld und 3. Prince de Marcillac.
Am 24. August 1572 gelang es ihm als 18-Jährigen, dem Massaker der Bartholomäusnacht zu entkommen, in der er den Mord an seinem Vater mit ansehen musste. Er lehnte die Aufforderung des Königs Karl IX. ab, sich für die Sache des Duc de Guise und der Katholischen Liga einzusetzen und schloss sich im Gedenken an seinen Vater und dessen Schicksal der protestantischen Seite an. Von da an nahm er an den Hugenottenkriegen teil und wurde von Heinrich von Navarra, dem späteren König Heinrich IV., zum Oberst der Infanterie ernannt, dem er 300 Reiter und 800 Fußsoldaten zur Verfügung stellte. Er fiel in einem Gefecht bei Saint-Yrieix-la-Perche am 15. März 1591 im Alter von 37 Jahren.

### Ehe und Familie
Sein Eintreten für die protestantische Sache hinderte ihn nicht daran, eine Katholikin zu heiraten: die Ehe schloss er am 27. März 1587 mit Claude de Madaillan, Baronne d’Estissac († 21. November 1608), der Tochter von Louis de Madaillan d’Estissac und Louise de La Béraudière du Rouhet. Ihre Kinder sind:
- François V. de La Rochefoucauld (* 5. September 1588[1]; † 8. Februar 1650), Comte de La Rochefoucauld, Prince de Marcillac, Seigneur de Barbézieux, de Montguyon et de Montendre, April 1622 Duc de la Rochefoucauld und Pair de France, 4. September 1631 registriert; ⚭ (Ehevertrag 1. März 1611) Gabrielle du Plessis-Liancourt († 1672), Tochter von Charles du Plessis, Seigneur de Liancourt, und Antoinette de Pons, Marquise de Guercheville
- Benjamin de La Rochefoucauld (* wohl 1591), 1. Baron d’Estissac; ⚭ 1623 Anne de Villoutreys, Tochter von Nicolas de Villoutreys und Anne du Moulin
- Tochter, Nonne in Puy-Bertrand